# Sallanches
Sallanches is een gemeente in de Franse Alpen, in het departement Haute-Savoie (regio Auvergne-Rhône-Alpes). Het ligt op de verbinding tussen het Zwitserse Genève en Chamonix-Mont-Blanc, een stadje aan de voet van de Mont Blanc. Sallanches telde op 1 januari 2022 17.041 inwoners.

## Geschiedenis
In de middeleeuwen vormde Sallanches een religieus en economisch centrum voor de wijde omgeving. Op de weekmarkt werden landbouwproducten verhandeld en er vestigden zich ook ambachtslieden. In 1310 kregen de burgers van de stad bepaalde vrijheden. In de veertiende eeuw kreeg de kerk Saint-Jacques van Sallanches een kapittel. In de zeventiende eeuw vestigden kapucijnen (1619) en ursulinen (1630) in de stad. Deze kloosters verdwenen na de Franse Revolutie. Sallanches en de rest van Savoye kwamen toen bij Frankijk. In 1814 werd Savoye een onderdeel van het koninkrijk Sardinië. Koning Karel Albert hielp bij de wederopbouw van Sallanches na een grote stadsbrand in 1840. Ingenieur François Justin werd ingehuurd voor de reconstructie. Hij tekende een nieuw stadsplan en er verrezen nieuwe gebouwen in neoclassicistische stijl. Er ontstond industrie in de gemeente en ook het toerisme ontwikkelde zich vanaf het begin van de negentiende eeuw dankzij de nabijheid van de Mont Blanc. De gemeente werd ontsloten door de opening van de route nationale tussen Cluses en Saint-Gervais in 1886 en door de opening van het treinstation in 1889.

## Geografie
De oppervlakte van Sallanches bedroeg op 1 januari 2022 65,87 vierkante kilometer; de bevolkingsdichtheid was toen 258,7 inwoners per km². Het centrum van de gemeente ligt in het dal, aan de samenvloeiing van de Sallanche en de Frasse. Een groot deel van de gemeente bestaat uit gebergte met alpenweiden. Het hoogste punt van de gemeente is de top van de Pointe Percée (2752 meter).
De onderstaande kaart toont de ligging van Sallanches met de belangrijkste infrastructuur en aangrenzende gemeenten.

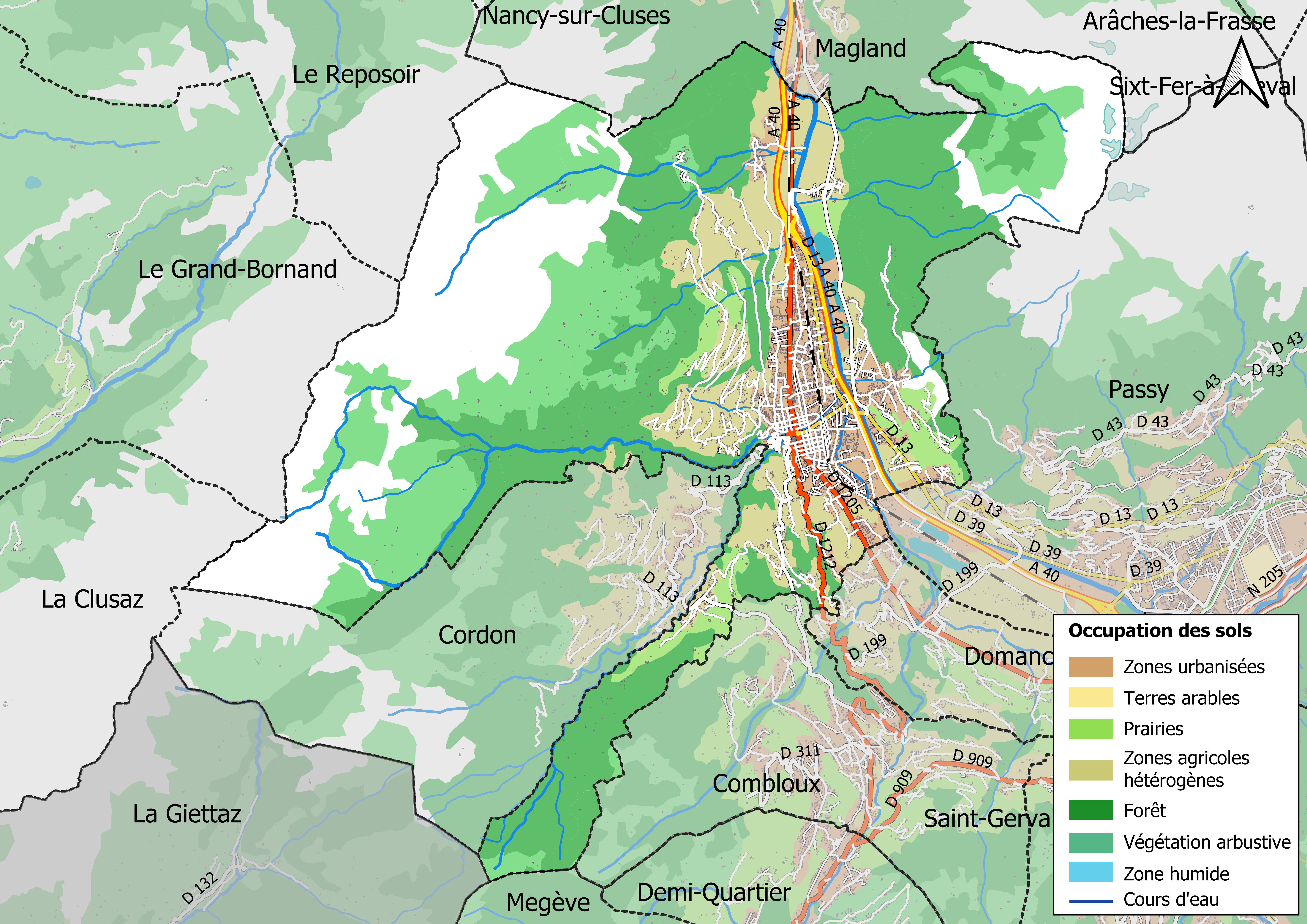

## Verkeer en vervoer
Sallanches ligt aan de E25, tussen Genève en de Mont Blanctunnel. Er ligt spoorwegstation Sallanches-Combloux-Megève.

## Demografie
Onderstaande figuur toont het verloop van het inwonertal, bron: INSEE-tellingen. 

## Sport
In Sallanches werd twee keer een WK Wielrennen georganiseerd. In 1964 won de Nederlander Jan Janssen en in 1980 veroverde de Franse thuisrijder Bernard Hinault er de wereldtitel bij de beroepsrenners.
In 2003 en 2016 startte een etappe in de Tour de France in Sallanches. In 1968 won de Brit Barry Hoban er een etappe.

## Geboren
- Joseph-Agricola Chenal (1794-1881), advocaat en politicus
- Maurice Manificat (1986), langlaufer
- Loris Baz (1993), motorcoureur
- Clara Direz (1995), alpineskiester
- Maëlle Grossetête (1998), wegwielrenster en veldrijdster